# Sunger
Sunger je naselje u Hrvatskoj u općini Mrkoplju. Nalazi se u Primorsko-goranskoj županiji.

## Zemljopis
U neposrednoj blizini Sungera na ulazu u mjesto od strane Delnica i Lokava prostire se prekrasna crnogorična šuma Sungerski lug koja je do 1947. bila Zemljišna zajednica. U sklopu katastarske općine Sunger nalazi se planinski vrh Burni Bitoraj koji sa svojih 1385 m/nm predstavlja početak planinskog lanca poznat kao Velika Kapela. Najljepši dio Burnog Bitoraja nalazi se na sungerskoj strani posebice je to vidljivo između Sungera i Mrkoplja gdje se pruža pogled na cijelu planinu koja ovaj dio Gorskog kotara štiti od mediteranske klime. Sjeverozapadno su park-šuma Golubinjak, rezervat šumske vegetacije i Lokve, zapadno su Brestova Draga, Slavica i Belo Selo, jugozapadno su Vrata, istočno je Mrkopalj.

## Stanovništvo
Sunger je malo goransko mjesto koje ima 326 stanovnika, 162 muškarca i 164 žene, prema popisu iz 2011. godine.
| broj stanovnika | 665   | 606   | 651   | 705   | 706   | 609   | 482   | 485   | 577   | 518   | 467   | 464   | 434   | 387   | 333   | 326   | 262   |
|                 | 1857. | 1869. | 1880. | 1890. | 1900. | 1910. | 1921. | 1931. | 1948. | 1953. | 1961. | 1971. | 1981. | 1991. | 2001. | 2011. | 2021. |

## Poznate osobe
- Juraj Petrović, hrv. svećenik, humanitarni djelatnik
- Leona Popović, hrv. alpska skijašica
- Ladislav Šporer, hrv. svećenik